# Métrodórosz (festő)
Métrodórosz (Kr. e. 2. század) ókori görög festő, filozófus.
Életéről keveset tudunk. A festészet mellett a filozófiával is foglalkozott, Kr. e. 168-ban az athéniek Perszeusz legyőzése után a római Lucius Paullushoz küldték. Sem írott munkái, sem képei nem maradtak fenn. idősebb Plinius tesz említést róla.